# 副耳

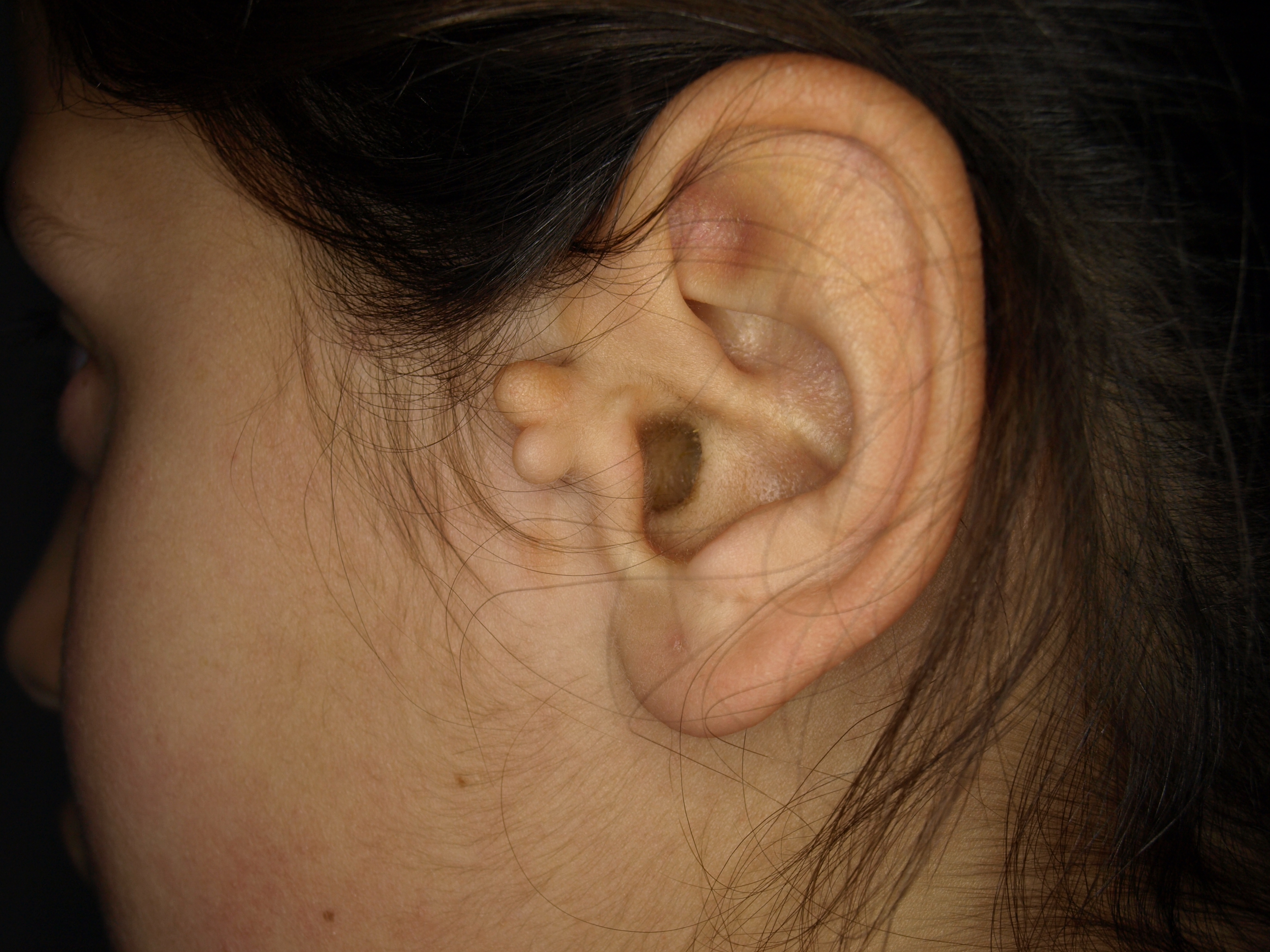
副耳

副耳（又稱耳柱），别称附耳、付耳、耳赘、藍牙耳機，俗称小耳、拴马桩，指人类胚胎发育时第一鳃弓发育不正常而导致耳屏前方与口角的连线上长出大小不一的一个或多个多余的瘤状组织。这些组织多数情况由皮肤组织和软骨组成，常有毛发，时有细血管，极少数含有神经组织。多数情况并不影响听力，是一種較常見的外耳畸形，發生率約為1.5％，並和遺傳有一定關係。它的皮膚表面有時會著色。副耳完全是多餘的組織部分，與聽力等功能毫無關係，無論有時副耳軟骨可以同耳軟骨相聯接，有時也伸入到面頰部的組織中，但都是沒有任何作用的廢組織。长有副耳的人出于美容目的，可以进行整形手术将副耳切除。若确定没有细血管或神经组织可直接切除，若有需进行局部麻木切除手术。

## 病因
副耳起源於耳結節或圍繞第2、第3及第4腮裂的軟組織因異常發育而致。許多患者為散發性，但有些家系可呈不規則顯性遺傳。

## 副耳的鉴别诊断
副耳的鉴别诊断：
1、皮赘：皮赘是指一种柔软,皮色的增生物,通过一个细的蒂样组织附着在皮肤表面,其医学名称叫做软垂疣.皮赘不是皮肤癌症也不会转变成皮肤癌.典型的皮赘是年龄的一种特征,在60岁以上的老年人当中特别常见,更常见于女性,趋向于家族性,怀孕后出现也是很常见的.皮赘最容易生长在皮肤的褶皱区域,颈部,腋窝,躯干,乳房下面或生殖器区域.如果衣物或首饰摩擦它们可能会产生刺激症状,而且影响美观。

2、耳下区的韧实肿块：腮腺混合瘤或称多形性腺瘤是一种含有腮腺组织、粘液和软骨样组织的腮腺肿瘤，故称“混合瘤”。其中的粘液和软骨样组织都是由腺组织蜕变而成的。肿瘤外层是一层很薄的包膜，是由腮腺组织受压后变形所形成，并非真性包膜。